# Správní obvod obce s rozšířenou působností Trutnov
Správní obvod obce s rozšířenou působností Trutnov je od 1. ledna 2003 jedním ze tří správních obvodů rozšířené působnosti obcí v okrese Trutnov v Královéhradeckém kraji. Rozšířenou přenesenou působnost státu v něm vykonává Městský úřad Trutnov. Čítá 31 obcí.
Města Trutnov, Svoboda nad Úpou, Úpice a Žacléř jsou obcemi s pověřeným obecním úřadem.

## Seznam obcí
Poznámka: Města jsou vyznačena tučně, městyse kurzívou.

### Správní obvod obce s pověřeným obecním úřadem Svoboda nad Úpou
- Horní Maršov
- Janské Lázně
- Malá Úpa
- Pec pod Sněžkou
- Svoboda nad Úpou

### Správní obvod obce s pověřeným obecním úřadem Trutnov
- Dolní Olešnice
- Hajnice
- Horní Olešnice
- Chotěvice
- Chvaleč
- Jívka
- Mladé Buky
- Pilníkov
- Radvanice
- Staré Buky
- Trutnov
- Vlčice
- Zlatá Olešnice

### Správní obvod obce s pověřeným obecním úřadem Úpice
- Batňovice
- Havlovice
- Libňatov
- Malé Svatoňovice
- Maršov u Úpice
- Rtyně v Podkrkonoší
- Suchovršice
- Úpice
- Velké Svatoňovice

### Správní obvod obce s pověřeným obecním úřadem Žacléř
- Bernartice
- Královec
- Lampertice
- Žacléř

## Obyvatelstvo
| Rok  | Obyv.  | ± %    |
| ---- | ------ | ------ |
| 1869 | 73 731 | —      |
| 1880 | 80 644 | +9,4 % |
| 1890 | 84 085 | +4,3 % |
| 1900 | 88 402 | +5,1 % |
| 1910 | 92 021 | +4,1 % |

| Rok  | Obyv.  | ± %     |
| ---- | ------ | ------- |
| 1921 | 82 812 | −10 %   |
| 1930 | 86 384 | +4,3 %  |
| 1950 | 64 286 | −25,6 % |
| 1961 | 65 101 | +1,3 %  |
| 1970 | 63 997 | −1,7 %  |

| Rok  | Obyv.  | ± %    |
| ---- | ------ | ------ |
| 1980 | 65 724 | +2,7 % |
| 1991 | 65 078 | −1 %   |
| 2001 | 65 172 | +0,1 % |
| 2011 | 63 379 | −2,8 % |
| 2021 | 60 863 | −4 %   |